# Petite rivière Noire (rivière Noire Nord-Ouest)
Pour les articles homonymes, voir Petite rivière Noire (homonymie) et Rivière Noire.
La Petite rivière Noire est un affluent de la rivière Noire Nord-Ouest (Lac Frontière), coulant dans les municipalités de Saint-Fabien-de-Panet et de Sainte-Lucie-de-Beauregard, dans la municipalité régionale de comté (MRC) de Montmagny, dans la région administrative de Chaudière-Appalaches, au Sud du Québec, au Canada.
La « Petite rivière Noire » coule vers le Nord dans une petite vallée en zones forestières. Cette petite vallée s’avère la continuité vers le sud de la vallée d’un autre bassin versant, soit celui de la rivière à la Loutre (rivière Saint-Jean Nord-Ouest) laquelle coule vers le Sud et l’Est, jusqu’à la rive Ouest de la rivière Saint-Jean Nord-Ouest.

## Géographie
La « Petite rivière Noire » prend source dans les Monts Notre-Dame, dans la municipalité de Saint-Fabien-de-Panet, au Sud de la route 204. Cette source est située à 4,6 km au Nord-Est du centre du village de la municipalité de Saint-Fabien-de-Panet ; à 7,6 km à l’Ouest du centre du village de la municipalité de Lac-Frontière et à 7,4 km à l’Ouest de la frontière canado-américaine.
À partir de sa source, « La Petite rivière Noire » coule sur 11,2 km, selon les segments suivants :
- 0,3 km vers le Nord-Ouest, dans la municipalité de Saint-Fabien-de-Panet, jusqu'à la (route 204) ;
- 8,4 km vers le Nord, en passant à l’Est de la « montagne à Pit-Breton », en passant dans le lieu-dit « La Chaussée-de-Castors » et en traversant quelques petites zones de marais, jusqu’à la limite de Sainte-Lucie-de-Beauregard ;
- 2,5 km vers le Nord-Ouest, en traversant une zone de marais en début de segment et en passant à l'Ouest du Mont Sugar Loaf, jusqu'à la confluence de la rivière[2].

La « Petite rivière Noire » se déverse sur la rive Sud de la rivière Noire Nord-Ouest (Lac Frontière). Cette dernière coule jusqu’à la rive Nord du Lac Frontière (Montmagny). Puis, le courant traverse le lac Frontière et suit la Rivière Saint-Jean Nord-Ouest qui coule jusqu'au fleuve Saint-Jean. Ce dernier coule vers l'Est et le Nord-Est en traversant le Maine, puis vers l'Est et le Sud-Est en traversant le Nouveau-Brunswick. Au terme de son cours, le fleuve Saint-Jean se déverse sur la rive Nord de la Baie de Fundy laquelle s’ouvre au Sud-Ouest à l’Océan Atlantique.

## Toponymie
Ce toponyme dérive de la rivière principale, la rivière Noire Nord-Ouest (Lac Frontière).
Le toponyme "Petite rivière Noire" a été officialisé le 17 août 1978 à la Commission de toponymie du Québec.